# بن الکساندر (هنرپیشه)
بن الکساندر (انگلیسی: Ben Alexander؛ ۲۷ ژوئن ۱۹۱۱ – ۶ ژوئیهٔ ۱۹۶۹) یک هنرپیشه اهل ایالات متحده آمریکا بود. وی بین سال‌های ۱۹۲۶ تا ۱۹۶۹ میلادی فعالیت می‌کرد.

## فیلم‌شناسی
از فیلم‌ها یا برنامه‌های تلویزیونی که وی در آن نقش داشته است می‌توان به در جبهه غرب خبری نیست اشاره کرد.